# Dune: Prophecy
Dune: Prophecy is een Amerikaanse sciencefictionserie ontwikkeld door Diane Ademu-John en Alison Schapker voor HBO. De serie speelt zich af in Frank Herberts Dune-universum (Nederlands: Duin) en richt zich op de oorsprong van de Bene Gesserit, een krachtige sociale, religieuze en politieke macht waarvan de leden bovenmenselijke krachten en vaardigheden bezitten na jaren van intense fysieke en mentale conditionering. Dune: Prophecy is een prequel op de Denis Villeneuve-films Dune en Dune: Part Two, die zich zo'n 10.000 jaar later afspelen. Het is gebaseerd op, maar speelt zich af na, de Great Schools of Dune-romantrilogie (2012-2016) van Brian Herbert en Kevin J. Anderson. De serie wordt geproduceerd door Legendary Television, met Schapker als showrunner, schrijver en uitvoerend producent.
Dune: Prophecy zou oorspronkelijk in première gaan op de streamingdienst Max, maar werd in juli 2024 omgedoopt tot HBO Original en werd uitgebracht op Max en HBO op 17 november 2024. In Nederland en België verscheen de serie een dag later op HBO Max.

## Verhaal
Dune: Prophecy speelt zich 10.000 jaar voor de gebeurtenissen van Dune af en begint tachtig jaar nadat het menselijke leger de legers van de denkende machines versloeg die hen bijna hadden uitgeroeid. De zussen Valya en Tula Harkonnen worstelen om de macht en invloed van de Sisterhood te behouden en strijden tegen krachten die de toekomst van de mensheid bedreigen. De serie onderzoekt ook de hofintriges rond de keizerlijke troon en de vroege interacties tussen de families Harkonnen, Corrino en Atreides.

## Rolverdeling
| Acteur                | Personage           |
| --------------------- | ------------------- |
| Emily Watson          | Valya Harkonnen     |
| Jessica Barden        | jonge Valya         |
| Olivia Williams       | Tula Harkonnen      |
| Emma Canning          | jonge Tula          |
| Travis Fimmel         | Desmond Hart        |
| Jodhi May             | keizerin Natalya    |
| Sarah-Sofie Boussnina | prinses Ynez        |
| Mark Strong           | Javicco Corrino     |
| Chloe Lea             | Lila                |
| Chris Mason           | Keiran Atreides     |
| Shalom Brune-Franklin | Mikaela             |
| Jade Anouka           | Theodosia           |
| Edward Davis          | Harrow Harkonnen    |
| Josh Heuston          | Constantine Corrino |
| Faoileann Cunningham  | Jen                 |
| Aoife Hinds           | Emeline             |
| Barbara Marten        | Avila               |
| Camilla Beeput        | Dorotea             |
| Jihae                 | Kasha Jinjo         |
| Yerin Ha              | jonge Kasha         |
| Brendan Cowell        | Ferdinand Richese   |
| Laura Howard          | Orla Richese        |
| Sam Spruell           | Horace              |
| Mark Addy             | Evgeny Harkonnen    |
| Polly Walker          | Sonia Harkonnen     |
| Tabu                  | Francesca           |
| Charithra Chandran    | jonge Francesca     |

## Afleveringen
| Afl. | Titel                   | Regisseur        | Schrijver(s)                                 | Oorspronkelijke uitzenddatum |
| 1    | "The Hidden Hand"       | Anna Foerster    | Diane Ademu-John                             | 17 november 2024             |
| 2    | "Two Wolves"            | John Cameron     | Elizabeth Padden & Kor Adana                 | 24 november 2024             |
| 3    | "Sisterhood Above All"  | Richard J. Lewis | Monica Owusu-Breen & Jordan Goldberg         | 1 december 2024              |
| 4    | "Twice Born"            | Richard J. Lewis | Kevin Lau & Suzanne Wrubel                   | 8 december 2024              |
| 5    | "In Blood, Truth"       | Anna Foerster    | Carlito Rodriguez & Leah Benavides Rodriguez | 15 december 2024             |
| 6    | "The High-Handed Enemy" | Anna Foerster    | Elizabeth Padden & Suzanne Wrubel            | 22 december 2024             |

## Productie
Tijdens de overname van de televisie- en filmrechten van de Dune-boekenreeks door Legendary Entertainment in 2016, begon het met de ontwikkeling van een tweedelige verfilming met Denis Villeneuve als regisseur in 2017. Legendary Television bestelde de serie in 2019 als een spin-offproject van Villeneuve's films. Verschillende creatieve figuren sloten zich in 2019 aan en na creatieve revisies werd Schapker de showrunner met Anna Foerster als regisseur voor meerdere afleveringen in juni 2023. Ondertussen vond de casting plaats van november 2022 tot juni 2023. De hoofdopnames begonnen in november 2022 in Boedapest en Jordanië en werden afgerond in december 2023.

### Soundtrack
Jónsi werd oorspronkelijk ingehuurd om de muziek voor de serie te componeren. In oktober 2023 zou Volker Bertelmann echter de muziek voor de serie componeren.

## Release en ontvangst
Het eerste seizoen van Dune: Prophecy ging op 17 november 2024 in première en kreeg overwegend positieve recensies. De serie werd in december 2024 verlengd voor een tweede seizoen.